# Józef Cornobis
Józef Karol Cornobis (ur. 28 czerwca 1880 w Krągoli, zm. w 1939 w Toruniu lub w 1940 w Oświęcimiu) – polski aktor teatralny i filmowy, reżyser teatralny, dyrektor teatrów.

## Życiorys
Po ukończeniu gimnazjum oraz kursów aktorskich, na scenie debiutował w Rypinie w 1898 roku. W kolejnych latach grał w Warszawie (Odeon 1899, Renaissance 1911, Bi-Ba-Bo 1913), Lublinie (1900, 1905), Sosnowcu (1905), Ciechocinku (1907-1908), Tomaszowie Mazowieckim (1908), Kaliszu (1908), Wilnie (1912-1913) oraz Płocku (od 1913). W latach I wojny światowej występował w Moskwie (Teatr Polski, 1915-1917) oraz Kijowie (1917).
Po zakończeniu wojny powrócił do Polski. Lata 1918-1921 spędził w Warszawie, najpierw w Teatrze im. Stanisława Staszica, a następnie w teatrze Miraż, gdzie również reżyserował. Następnie przeniósł się do Wilna, gdzie w latach 1921-1923 pracował w Teatrach: Polskim i Powszechnym (w drugim z nich był głównym reżyserem). Przez kolejne lata przebywał w Bydgoszczy, gdzie grał i reżyserował w tamtejszym Teatrze Miejskim (1923-1925) oraz kierował Teatrem Popularnym (1925-1926). Następnie był członkiem zespołów Teatrów: Reduta (1926-1926, 1936), Miejskiego w Lublinie (1928-1929), Miejskiego w Toruniu (1929-1934, także jako reżyser), Polskiego w Warszawie (1934-1936), Miejskiego w Sosnowcu (1936-1937, również jako reżyser), Małopolskiego w Stanisławowie (1937-1938) oraz Miejskiego w Częstochowie (1938-1939). W 1935 roku zagrał epizodyczną role członka jury na balu mody w filmie Dwie Joasie (reż. Mieczysław Krawicz).
Okoliczności jego śmierci nie zostały do końca ustalone. Według jednej wersji został zastrzelony w 1939 roku w Toruniu, według innej - zmarł w KL Auschwitz-Birkenau po maju 1940 roku.